# 皮埃尔蓬 (埃纳省)
皮埃尔蓬（法語：Pierrepont，法語發音：[pjɛʁpɔ̃] ⓘ）是法国上法蘭西大區埃纳省的一个市镇，属于拉昂区。

## 地理
皮埃尔蓬（49°39'13"N, 3°47'31"E）面积10.54 平方千米，位于法国上法蘭西大區埃纳省，该省份为法国北部内陆省份，北起北部省，西接索姆省和瓦兹省，东临阿登省和马恩省，西南至塞纳-马恩省，东北部与比利时接壤
与皮埃尔蓬接壤的市镇（或旧市镇、城区）包括：格朗吕普费、列斯圣母村、马什库尔、米西莱皮埃尔蓬、韦勒和科蒙。

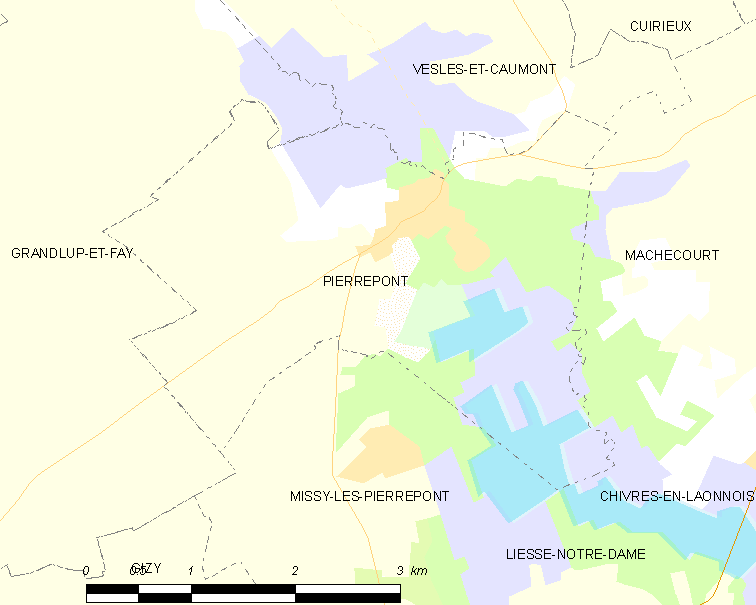
的OSM定位图

皮埃尔蓬的时区为UTC+01:00、UTC+02:00（夏令时）。

## 行政
皮埃尔蓬的邮政编码为02350，INSEE市镇编码为02600。

## 政治
皮埃尔蓬所属的省级选区为马尔勒县。

## 人口

1962-2008年间人口变化图示

皮埃尔蓬于2022年1月1日时的人口数量为336人。